# Isłambek Orozbekow
Isłambek Orozbekow (kirg. Исламбек Орозбеков; ur. 1995) – kirgiski zapaśnik walczący w stylu wolnym. Zajął dwudzieste miejsce na mistrzostwach świata w 2022. Brązowy medalista mistrzostw Azji w 2020, 2021 i 2022. Trzeci w indywidualnym Pucharze Świata w 2020 roku.